# Łempice (powiat wysokomazowiecki)
Łempice – wieś w Polsce w województwie podlaskim, w powiecie wysokomazowieckim, w gminie Ciechanowiec. Położona w niewielkiej kotlinie przez którą przepływa rzeczka Siennica.
W latach 1975–1998 miejscowość należała administracyjnie do województwa łomżyńskiego.
Wierni kościoła rzymskokatolickiego należą do parafii Parafia św. Doroty w Winnej Poświętnej.

## Historia wsi
Łempice i sąsiednia wieś Radziszewo-Sieńczuch powstały w XV w. W roku 1560 nastąpiło rozgraniczenie gruntów między wsiami: Łempice i Radziszewo-Sieńczuch. Początkowo istniały Łempice Klesie i Łempice Stare. Z biegiem czasu powstała jedna wieś o nazwie Łempice.
W I Rzeczypospolitej należały do ziemi drohickiej w województwie podlaskim.
W XVII w. w miejscowości istniały dwie karczmy i młyn wodny. W czasie potopu szwedzkiego młyn został spalony.
W XVIII w. wieś oraz okolicę nawiedziła morowa zaraza, w wyniku której zmarło kilka osób.
Mieszkańcy Łempic brali udział w powstaniu listopadowym i styczniowym. W czasie wyprawy Napoleona na Moskwę w Łempicach znajdował się szpital wojskowy, gdzie leczono rannych. Zmarłych żołnierzy grzebano w środku wsi, o czym świadczą wykopaliska ludzkich szkieletów.
Pod koniec XIX w. okolica szlachecka w gminie Skórzec, w powiecie bielskim i guberni grodzieńskiej.
W 1915 r. Rosjanie doszczętnie spalili wieś. Od tego czasu w Łempicach było siedem pożarów.
W roku 1921 Łępiec. W miejscowości naliczono 45 budynków z przeznaczeniem mieszkalnym i 2 inne zamieszkałe oraz 221 mieszkańców (114 mężczyzn i 107 kobiet). Wszyscy zgłosili narodowość polską i wyznanie rzymskokatolickie. W leśniczówce Łępiec, w dniu 30 września 1921 r., obecne były 4 osoby.
W czasie okupacji niemieckiej zginęło dziesięciu mieszkańców Łempic – na froncie lub w obozach koncentracyjnych.
Po wojnie, 30 listopada 1945 r. miała tu miejsce potyczka między oddziałem „Młota”, a ówczesnym wojskiem polskim. W wyniku walk część wsi została spalona. Zginęło trzech mieszkańców.

## Po wojnie i współcześnie
W ciągu powojennego 30-lecia wieś odbudowała się. W czynie społecznym zbudowano szkołę, remizę strażacką, zlewnię mleka i sklep. W 1966 r. wieś została zelektryfikowana. Sześciu mieszkańców zdobyło wyższe wykształcenie, a kilkudziesięciu średnie.
Większość mieszkańców trudni się rolnictwem. We wsi istnieje 31 gospodarstw, 610,17 ha gruntów ornych, lasów i łąk.

## Obiekty archeologiczne
- za wsią znajduje się kurhan[10]. Przez miejscową ludność uważany za grób Jaćwingów

## Legendy
Wśród mieszkańców krąży legenda o istnieniu w dawnych czasach upiora, który wyrządzał ludziom szkody. Kiedy ucięto mu głowę i położono do stóp, skończyła się jego zła działalność.